# Rafael Gallego Sainz
Rafael Gallego Sainz (Tornadizos de Ávila, Ávila, 24 de octubre de 1898 - 1 de marzo de 1937), militar español.

## Biografía
Ingresó en la Academia de Infantería el 29 de agosto de 1918. Promovido a alférez el 7 de julio de 1921 y destinado al Regimiento de Infantería Toledo n.º 35, permanece tres meses de guarnición en Zamora y en Ciudad Rodrigo, para marchar el 18 de octubre a Melilla e incorporarse seguidamente al campamento de Segangan, momento desde el cual tomará parte en infinidad de hechos de armas, protección de convoyes, desembarcos, escaramuzas y duros combates de la guerra de Marruecos en más de cinco años, casi initerrumpidos, durante los cuales resultará herido por dos veces (18 de septiembre de 1924 y 29 de mayo de 1926) y ascendido por méritos de guerra a teniente, el 7 de junio de 1923, y a capitán, el 8 de junio de 1926.
Desde noviembre de 1922 había pasado al grupo de fuerzas regulares indígenas de Alhucemas n.º 5, en el que permaneció tres años. El 10 de diciembre de 1925 embarca en Melilla por haber sido destinado al Regimiento San Marcial 44, al cual se incorpora en Burgos tres días después. Pero, cuatro meses más tarde, vuelve a Melilla, 20 de abril de 1926, y toma el mando de una mía de la Harka. Al ser ascendido a capitán se hace cargo del mando del 2.º tabor, en Alhucemas. El 1 de octubre de 1927 es ascendido a comandante y a fin de mes causa baja en la Harka de Melilla. Poco después, será destinado al regimiento Otumba n.º 49 en Játiva, 8 de abril de 1928, y seguidamente a la zona de reclutamiento de Salamanca, juzgado eventual, presidencia de la junta militar de subsistencias de Salamanca (1931-33) y escuela de prácticas de Béjar. En enero de 1934 causa alta en el Cuerpo de Seguridad, en el que será baja al año siguiente. En enero de 1936 es destinado al Sáhara; marcha en trimotor a Cabo Juby y, acompañado de las unidades nómadas, reconoce e inspecciona Villa Cisneros y otras plazas y puestos del desierto.
Después del estallido de la Guerra civil, en agosto, se convierte en gobernador del Sáhara. Posteriormente es destinado al Regimiento «La Victoria» n.º 28 en Guadarrama, pero a principios de octubre se incorpora a las columnas gallegas que se dirigen a Oviedo, y al mando del 4.º Tabor de regulares de Melilla conquistó el Naranco el 17 de octubre, rompiendo el cerco de Oviedo. Habilitado como teniente coronel, 14 de noviembre de 1936, continúa en el frente asturiano hasta el 1 de marzo de 1937, que resultó muerto en acción de guerra.

## Condecoraciones
Poseía, entre otras condecoraciones y distintivos, la medalla militar de Marruecos con pasador de Melilla y dos aspas rojas de herido, tres cruces de 1.ª clase del mérito militar con distintivo rojo, la medalla de la paz de Marruecos y la medalla militar colectiva.